# Monte Mogan

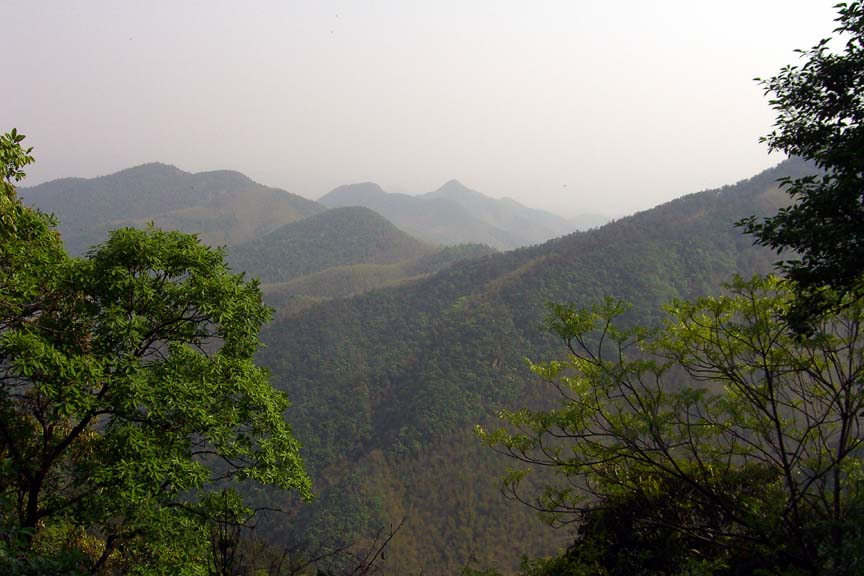
Vista de Moganshan a partir do convés de observação do Parque Nacional Moganshan.

Moganshan (em chinês: 莫干山, p Mògànshān) ou monte Mogan é uma montanha localizada no condado de Deqing, província de Chequião, China, a 60 km da capital provincial Hangzhou e a 200 km de Xangai. Faz parte do Parque Nacional Moganshan e no seu sopé situa-se a pequena cidade de Moganshan.
Conhecida por suas temperaturas frescas durante os verões escaldantes da região, tornou-se o destino da elite estrangeira após o século XX. O monte mantém um estilo de vida misturado entre pousadas locais e velhas moradias construídas no final do século XIX.

## História
De acordo com a lenda chinesa, no Período de Primavera e Outono (770–476 a.C.), o mais talentoso espadachim da China, Ganjiang, chegou às montanhas. Foi ali que ele lançou e forjou um par de espadas especiais, a pedido do Imperador de Wu. A esposa de Gan chamava-se Moye, daí o nome monte Mogan e da principal atração turística, o Lago da Espada.
As brisas frescas e refrescantes do monte Mogan encantaram os estrangeiros pela primeira vez na década de 1880, onde os quartos e as casas dos moradores locais eram alugados. Grandes moradias de estilo europeu, casas, igrejas e salões públicos foram construídos para missionários, empresários, funcionários das alfândegas e suas famílias. Muitas dessas moradias e casas ainda estão em pé, com algumas sendo transformadas em hotéis e casas de hóspedes que operam até hoje.
Em 1910, cerca de 300 estrangeiros, na maioria americanos e britânicos, haviam estabelecido casas de veraneio na colina. Em 1949, os estrangeiros deixaram o topo da montanha com a ascensão do Partido Comunista, onde as moradias foram entregues a diferentes unidades de trabalho (danwei) de Hangzhou e Xangai. Muitas das vilas são propriedade do Exército de Libertação Popular. Mark Kitto, o primeiro estrangeiro a viver na montanha nos tempos modernos, obteve um contrato, em 2003, de arrendamento de 10 anos, com o qual renovou a vila e abriu o Moganshan Lodge, um restaurante e pousada de hóspedes.

## Geografia

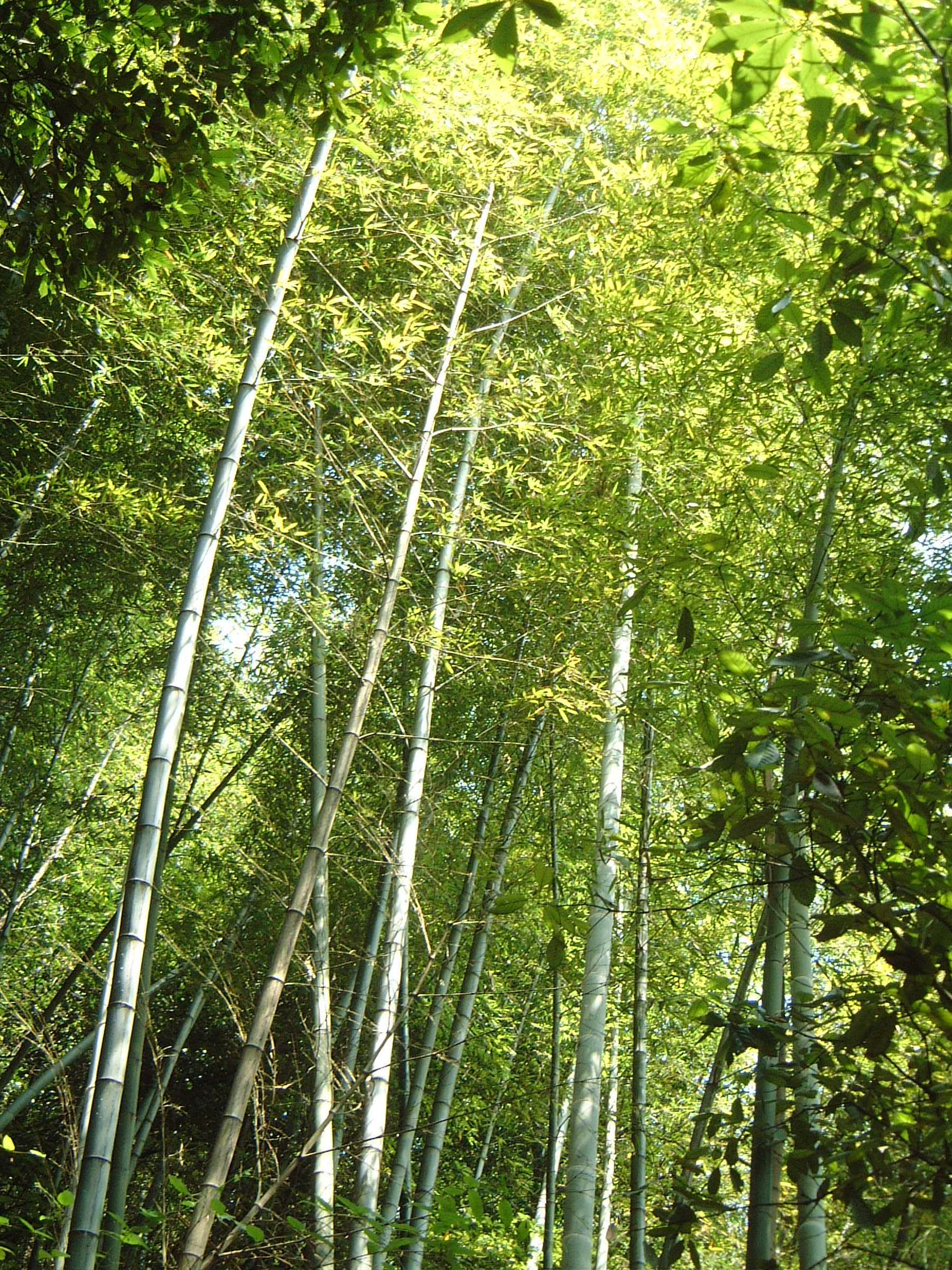
Floresta de bambus em Moganshan.

O monte Mogan é parte da cordilheira de Tianmu, com o próprio monte Tianmu encontrando-se a 50 km (31,1 mi) a sudoeste. O monte Mogan possui 719 m (2 360 ft) de altura.
O monte é uma grande área de bambu, com exuberantes florestas de bambu em suas encostas e áreas circundantes.